# De Sims 2: Nachtleven
De Sims 2: Nachtleven (Engels: The Sims 2: Nightlife) is het tweede uitbreidingspakket in de succesvolle De Sims 2-reeks van ontwikkelaar Maxis en uitgever Electronic Arts. Om een uitbreidingspakket te kunnen spelen is het basisspel (De Sims 2) nodig.

## Gameplay
In De Sims 2: Nachtleven kunnen de Sims van het uitgaansleven genieten en tot in de vroeg uurtjes doorgaan met dansen, bowlen en daten. Sims hebben vanaf nu ook de mogelijkheid om een vampier te worden, door gebeten te worden door een andere vampier. De nieuwe buurt bevat verschillende kavels waar Sims kunnen doen waar ze zin in hebben.

## Technische gegevens
Nachtleven heeft 2 cd-roms en neemt ongeveer 1 GB aan harde schijfruimte in beslag. Het spel heeft minimaal een 1 GHz processor nodig en 512 MB RAM.